# الحكم الرشيد وإدارة المخاطر والامتثال
الحكم الرشيد وإدارة المخاطر والامتثال (GRC) هو مصطلح عام يغطي السياسة الشاملة في التعامل مع هذه المجالات الثلاثة. نظراً لكون تلك المجالات متقاربة لحد كبير، وتوجد نقاط تماس بينهم، يتم بشكل مستمر التقارب بين أنشطة تلك المجالات لتقليل تبذير الموارد و لتجنب النزاعات و الثغرات. و يشمل الحكم الرشيد عدة أنشطة مثل حوكمة الشركات و إدارة المخاطر المؤسسية (إدارة مخاطر المؤسسة) وامتثال الشركات للقوانين واللوائح المعمول بها.